# Winden (Scheyern)
Winden (auch Winden bei Scheyern) ist ein Ortsteil der Gemeinde Scheyern im oberbayerischen Landkreis Pfaffenhofen an der Ilm. Bis 1975 war er Sitz der gleichnamigen Gemeinde.

## Geographie
Der Weiler Winden liegt drei Kilometer südwestlich des Kernorts Scheyern.

## Geschichte
Die 1818 mit dem zweiten bayerischen Gemeindeedikt begründete Gemeinde Winden umfasste ein Gebiet von 9,38 km² mit den Orten Biberg, Durchschlacht, Edling, Oberdummeltshausen, Oberschnatterbach, Rauhof, Unterschnatterbach und Zell. Sie wurde am 1. Januar 1975 im Zuge der Gebietsreform in Bayern in die Gemeinde Scheyern eingemeindet.

### Einwohner
- 209 (1939)
- 271 (1946)
- 179 (1964)
- 166 (1972)
- 41  (2006)[3]

Bis 1972 sind die Einwohner aller Ortsteile der ehemaligen Gemeinde enthalten.

### Bürgermeister der Gemeinde Winden
- 1836–1839 Moll Josef
- 1840–1850 Arzmüller
- 1851–1852 Weixlbaumer Georg
- 1853–1856 Plöckl Matthias
- 1856–1862 Neumair Sebastian
- 1862–1869 Jochner
- 1882–1894 Pfab
- 1894–1905 Büchl
- 1905–1911 Huber
- 1911–1932 Strobl Matthias
- 1939–1945 Bayerl Benno (Stellvertreter)
- 1945–1961 Bayerl Benno
- 1961–1974 Bayerl Stefan[3]